# Тобис, Борис Ильич
Тобис, Борис Ильич (28 июля 1940 года, Москва — 1994) — композитор.

## Биография
Окончил в 1954 музыкальную школу № 24 по классу фортепиано Н. А. Владимировой, Музыкальное училище при Московской консерватории (1958), теоретико-композиторский факультет Московской консерватории по классу композиции А. Н. Александрова (1963).
Член Союза композиторов СССР (1965); доцент (1986). Преподаватель музыкальных школ г. Москвы, Московского областного музыкального училища г. Коломны (1963—1966), Московского государственного института культуры (1970-е — нач. 1990-х).

## Сочинения
Автор многочисленных произведений в разных жанрах: для симфонического, духового, камерных оркестров и ансамблей, вокальной музыки (опера-буфф "12 стульев", кантата "Из дневника Анны Франк", вокальные циклы). 
В своем творчестве неоднократно обращался к джазу (вокальные и инструментальные миниатюры).